# Toleman TG184
Toleman TG184 — гоночный  автомобиль Формулы-1, разработанный конструктором Рори Бирном и выступавший в сезоне 1984 года. На этом автомобиле заработал первый подиум в своей карьере в Формуле-1 трёхкратный Чемпион мира Айртон Сенна.

## История

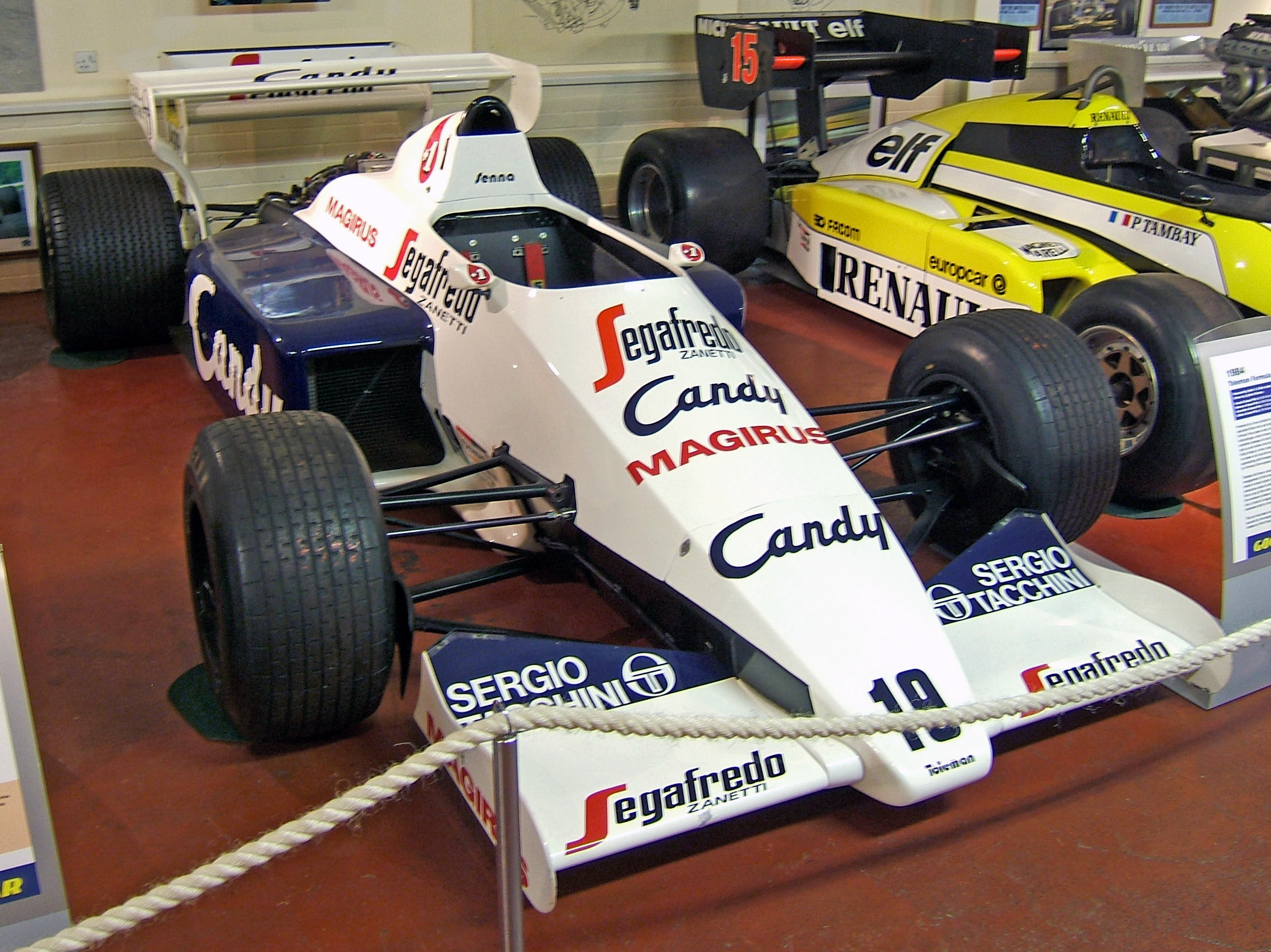
TG184 Айртона Сенны в музее Донингтона

Сезон 1984 года команда Toleman начала на прошлогодней модели TG183B. Новая TG184 появилась на трассе на пятом этапе сезона - Гран-при Франции.
В начале сезона за команду выступали Айртон Сенна и Джонни Чекотто. На дождевом Гран-при Монако Сенна, стартовав с 13 позиции,  пришёл к финишу вторым, вслед за Простом из McLaren. Эта гонка стала легендарной. Бразильцу удалось завоевать ещё два подиума и команда финишировала на седьмой позиции в Кубке конструкторов.
Чекотто не удалось заработать очков, а во время тренировки перед Гран-при Великобритании он попал в аварию, сломал обе ноги и завершил свою карьеру. За рулем TG184 в конце сезона его заменяли Юханссон и Мартини. 

## Результаты в гонках
| Легенда к таблице |                                                                    |
| --- | ------------------------------------------------------------------ |
| В таблице перечислены результаты всех Гран-при Формулы-1, в которых использовался автомобиль. Строками таблицы являются сезоны, столбцами — этапы чемпионата мира. В каждой клетке указаны сокращённое название этапа и результат, дополнительно обозначенный цветом. Расшифровка обозначений и цветов представлена в нижеследующей таблице. |                                                                    |
| \| Пример \| Описание \| \| ------------ \| ------------------------------------------------------------------ \| \| 1 \| Победитель \| \| 2 \| Второе место \| \| 3 \| Третье место \| \| 5 \| Финишировал, заработав очки \| \| Сход \| Не финишировал, но при этом заработал очки \| \| 12 \| Финишировал, не получив очков \| \| НКЛ \| Финишировал, но не попал в финальную классификацию \| \| 15 \| Участвовал вне зачёта, либо по отдельной классификации \| \| 18 \| Не финишировал, но попал в финальную классификацию \| \| Сход \| Не финишировал \| \| НКВ \| Не прошёл квалификацию \| \| НПКВ \| Не прошёл предквалификацию \| \| ДСК \| Дисквалифицирован \| \| ИСК \| Исключён из протокола соревнований \| \| ТТ \| Заявлен для участия только в тренировках \| \| НС \| Участвовал в квалификации, но не стартовал в гонке \| \| Т \| Травмирован или болен \| \| ОТК \| Отказ от участия \| \| НТР \| Прибыл на соревнования, но на трассу не выезжал \| \| НПР \| Был заявлен в числе участников, но не прибыл к началу соревнований \| \| О \| Соревнования отменены \| \| \| Не участвовал \| \| Поул-позиция \| \| \| Быстрый круг \| \| |                                                                    |
| Пример | Описание                                                           |
| 1 | Победитель                                                         |
| 2 | Второе место                                                       |
| 3 | Третье место                                                       |
| 5 | Финишировал, заработав очки                                        |
| Сход | Не финишировал, но при этом заработал очки                         |
| 12 | Финишировал, не получив очков                                      |
| НКЛ | Финишировал, но не попал в финальную классификацию                 |
| 15 | Участвовал вне зачёта, либо по отдельной классификации             |
| 18 | Не финишировал, но попал в финальную классификацию                 |
| Сход | Не финишировал                                                     |
| НКВ | Не прошёл квалификацию                                             |
| НПКВ | Не прошёл предквалификацию                                         |
| ДСК | Дисквалифицирован                                                  |
| ИСК | Исключён из протокола соревнований                                 |
| ТТ | Заявлен для участия только в тренировках                           |
| НС | Участвовал в квалификации, но не стартовал в гонке                 |
| Т | Травмирован или болен                                              |
| ОТК | Отказ от участия                                                   |
| НТР | Прибыл на соревнования, но на трассу не выезжал                    |
| НПР | Был заявлен в числе участников, но не прибыл к началу соревнований |
| О | Соревнования отменены                                              |
| | Не участвовал                                                      |
| Поул-позиция |                                                                    |
| Быстрый круг |                                                                    |

| Год  | Шасси         | Двигатель     | Шины | Пилоты   | 1   | 2   | 3   | 4   | 5    | 6    | 7   | 8    | 9    | 10  | 11   | 12   | 13   | 14  | 15   | 16  | Место | Очки |
| ---- | ------------- | ------------- | ---- | -------- | --- | --- | --- | --- | ---- | ---- | --- | ---- | ---- | --- | ---- | ---- | ---- | --- | ---- | --- | ----- | ---- |
| 1984 | Toleman TG184 | Hart 415T L4T | M    |          | БРА | ЮАР | БЕЛ | САН | ФРА  | МОН  | КАН | ДЕТ  | ДАЛ  | ВЕЛ | ГЕР  | АВТ  | НИД  | ИТА | ЕВР  | ПОР | 7     | 16   |
| 1984 | Toleman TG184 | Hart 415T L4T | M    | Сенна    |     |     |     |     | Сход | 2    | 7   | Сход | Сход | 3   | Сход | Сход | Сход |     | Сход | 3   | 7     | 16   |
| 1984 | Toleman TG184 | Hart 415T L4T | M    | Чекотто  |     |     |     |     | Сход | Сход | 9   | Сход | Сход | НКВ |      |      |      |     |      |     | 7     | 16   |
| 1984 | Toleman TG184 | Hart 415T L4T | M    | Юханссон |     |     |     |     |      |      |     |      |      |     |      |      |      | 4   | Сход | 11  | 7     | 16   |
| 1984 | Toleman TG184 | Hart 415T L4T | M    | Мартини  |     |     |     |     |      |      |     |      |      |     |      |      |      | НКВ |      |     | 7     | 16   |